# Ksawery Branicki (1816–1879)
Ksawery Branicki, a właściwie Franciszek Ksawery Branicki herbu Korczak (ur. 26 października 1816 w Warszawie, zm. 20 listopada 1879 w Asjucie w Egipcie) – ziemianin, oficer wojska rosyjskiego, finansista, działacz narodowy i polityczny, kolekcjoner sztuki, mecenas polskiej emigracji i publicysta. Jedna z wybitniejszych postaci drugiego okresu Wielkiej Emigracji we Francji i jedna z najhojniejszych osób wspierających materialnie i organizacyjnie powstanie styczniowe w 1863 roku. Tworzył w języku francuskim.

## Pochodzenie
Pochodził z rodu magnatów, których w XVIII wieku uważano za jedną z najbogatszych rodzin w Europie. Babka jego, Aleksandra Engelhardt, miała być nieślubną córką Katarzyny Wielkiej i żoną Hetmana Franciszka Ksawerego Branickiego. Urodził im się jedyny syn, Władysław Grzegorz. Ksawery Branicki był synem Władysława Branickiego i Róży Potockiej oraz bratem Elizy, Aleksandra, Zofii, Konstantego, Katarzyny i Władysława Michała, dziedzica Białej Cerkwi. Tytuł hrabiowski otrzymał w 1839.

## Życiorys
Najstarszy z rodzeństwa, w młodości był oficerem w carskiej armii. Walczył na Kaukazie, gdzie dosłużył się stopnia podpułkownika i stanowiska adiutanta generała Paskiewicza. Wychowany przez matkę w duchu patriotycznym dość wcześnie złożył dymisję z wojska carskiego i w 1844 roku opuścił Rosję w czasie nieobecności cara Mikołaja w Londynie. Wyjechał do Czech na kurację. Następnie Branicki przebywał we Włoszech u swej siostry, Zofii, zamężnej z włoskim księciem Liwiuszem III Odescalchi, u których to zawarł trwałą przyjaźń z rodziną Bonapartów. W 1847 osiadł we Francji. Do ojczyzny nigdy nie powrócił. Długo przebywał w Paryżu, a w 1849 za pomocą matki i za pośrednictwem Wiktora Okryńskiego, nabył zamek Montrésor w Turenii, w dolinie Loary, który potrzebował gruntownego remontu. Odnowieniem zamku zajął się przez dziesięć lat, oddany mu oficer Wojska Polskiego, Domaradzki. Branicki zajmował się gospodarką i operacjami finansowymi, m.in. finansował budowy kolei w Afryce czy przyczynił się do wybudowania trasy kolejowej z Kijowa do Odessy. Był jednym z założycieli, wraz z Ludwikiem Wołowskim, istniejącego do dziś francuskiego banku kredytowego Crédit Foncier w grupie Caisse d’Épargne. Mimo starań caratu o jego ekstradycję z Francji, Branicki otrzymał obywatelstwo francuskie w 1854. Swoje ziemie wokół Montrésor przekształcił we wzorowo zorganizowane i zarządzane gospodarstwa rolne. Gruntownie wyremontował sam zamek, dekorując wnętrze w stylu II Cesarstwa. Równocześnie bardzo się przyczynił do odnowy samego miasteczka Montrésor, gdzie odbudował kościół, ufundował szpital, zreperował szkoły dla dziewcząt i dla chłopców oraz założył nowy cmentarz. Mieszkańcy wybrali go na burmistrza w 1860. Tę funkcję pełnił przez 10 lat.

## Działalność na emigracji
Czynnie uczestniczył w życiu Wielkiej Emigracji. Jeszcze będąc w Rzymie w czasie wiosny ludów w 1848 roku, finansował Legion Polski. Wspierał artystów i pisarzy, m.in. Norwida. Cenił twórczość Adama Mickiewicza i popierał jego działalność publicystyczną: m.in. założył w 1849 i finansował wydawanie ukazującego się pod redakcją Mickiewicza dziennika „Trybuna Ludów”
. Ze względu na utrzymywanie „zakazanych kontaktów” z francuskimi socjalistami objęły go represje ze strony rządu carskiego. Został pozbawiony szlachectwa i stopni wojskowych, przypadająca na niego część niepodzielonej jeszcze schedy po ojcu (m.in. majątek (Luboml na Wołyniu) została skonfiskowana. Osobistym wyrokiem cara Mikołaja I K. Branicki został zaocznie zesłany na Syberię, a w końcu pozbawiony praw cywilnych na terenie Rosji. Z uwagi na podobnie patriotyczną postawę braci, Aleksandra i Konstantego, cała rodzina Branickich popadła w niełaskę u cara.

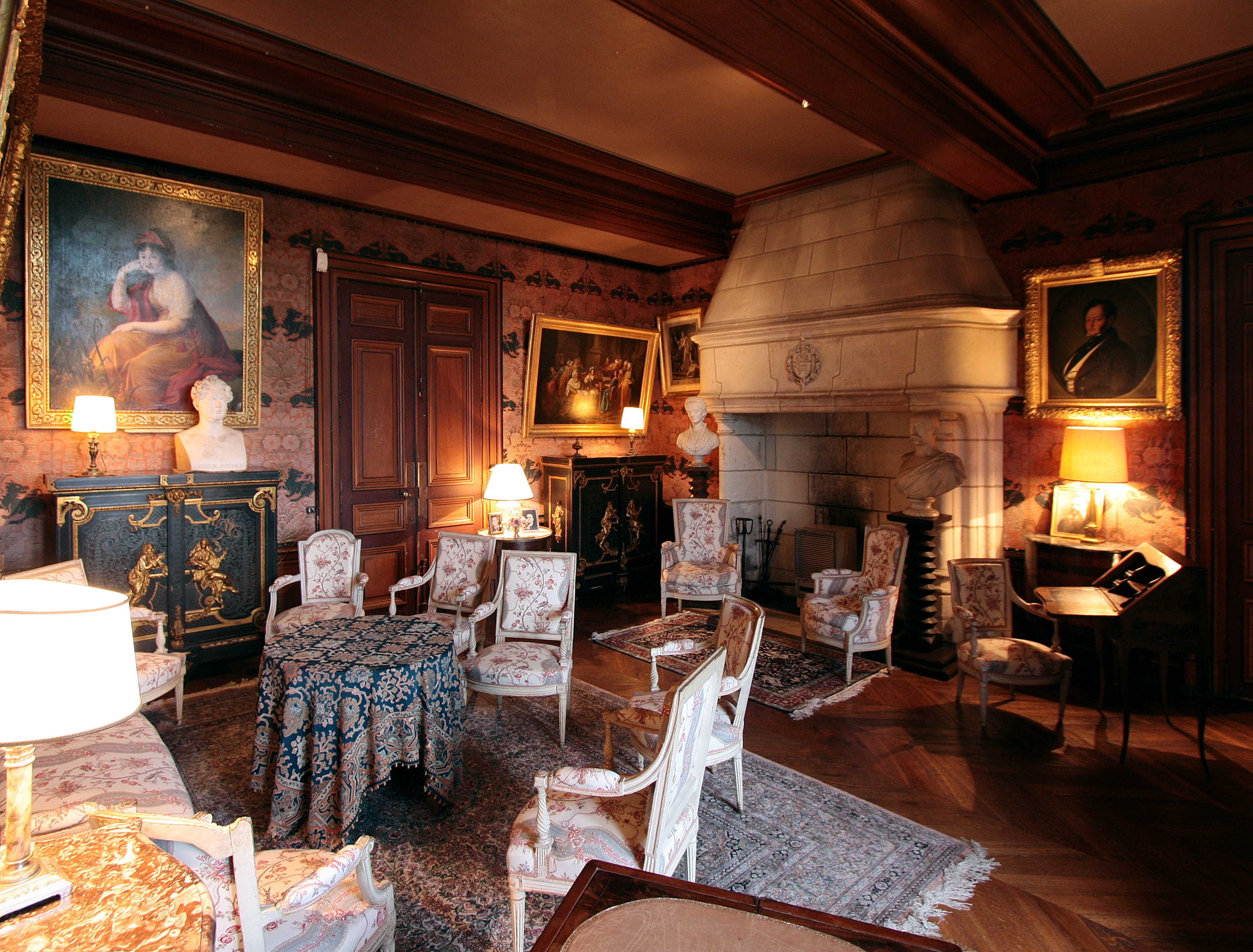
Wnętrze odrestaurowanego Zamku w Montrésor

Wspierał wszelkie działania patriotyczne zarówno na ziemiach polskich jak i wśród emigracji. Nie żałował funduszy na utrzymanie Szkoły Polskiej w Batignolles pod Paryżem i Londyńskiego Literackiego Stowarzyszenia Przyjaciół Polski, i na szkoły w samym miasteczku Montrésor. Wraz z braćmi Aleksandrem i Konstantym złożył znaczne fundusze na pożyczkę narodową w 1862 roku oraz potem, w 1871 roku, po wojnie francusko-niemieckiej. W czasie przygotowań do powstania styczniowego jako członek Komitetu Polskiego w Paryżu współpracował z Komitetem Centralnym Narodowym. Działał w komitetach zajmujących się zbieraniem funduszy na działalność powstania, organizował zaciąg ochotniczy do wojsk powstańczych, wspierał działalność tajnych stowarzyszeń patriotycznych, a także finansował działania powstańców. W zamku Montrésor zgromadził imponujące zbiory malarstwa i rzeźby, a także manuskryptów i pamiątek, związanych zarówno z rodziną jak i z historią Polski.
Przyczynił się również do rozwoju gospodarczego Francji jak i na terenie Turenii, gdzie zamieszkał. W 1862 był odznaczony Legią Honorową.

## Życie rodzinne

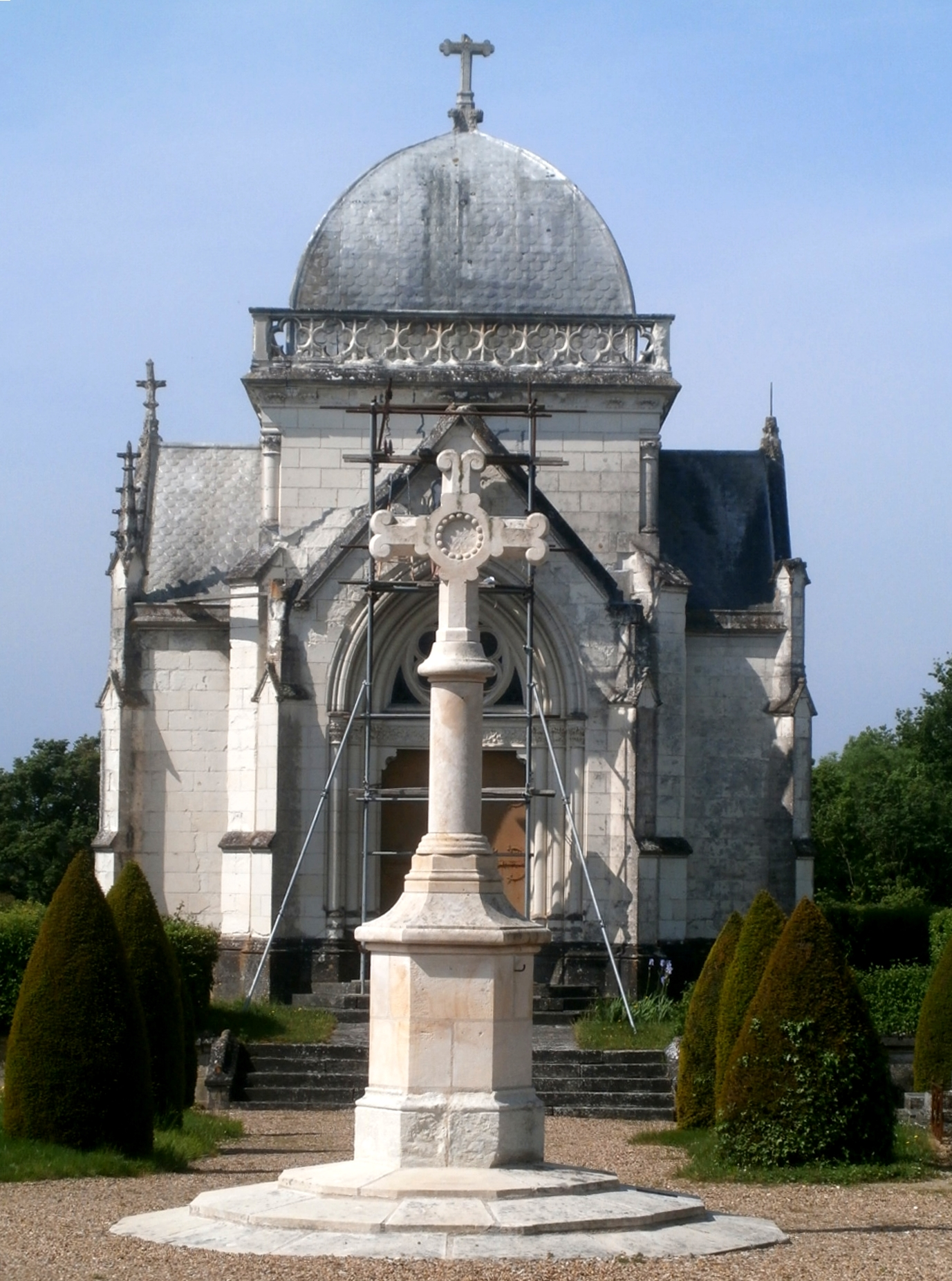
Mauzoleum rodziny Branickich na cmentarzu w Montrésor

Ożenił się w późnym wieku. Miał kilkoro nieślubnych dzieci spośród których uznał syna, Augustyna (ur. 1854), z Sydonią Szumlaóską Revitzką. W 1873 poślubił Pelagię Rembielińską z Zamoyskich – wdowę po Aleksandrze Rembielińskim, matkę dwóch synów (Stanisława i Konstantego Rembielińskich), córkę Konstantego Zamoyskiego i Anieli Sapieżanki. Zmarł w Asjucie w czasie wyprawy do Egiptu (wówczas Kedywat Egiptu w Imperium Osmańskim) w listopadzie 1879 roku. Zwłoki zostały przywiezione do Francji w 1880 r. i pochowane na cmentarzu w Montrésor. Dziedzicem Ksawerego był jego brat, Konstanty

## Publicystyka
- L'impôt sur le capital, libérateur de la contribution de guerre – Moyens pratiques de l'appliquer, E. Dentu, Paris, 1871.
- Libération de la France par un impôt sur le capital, E. Dentu, Paris, 1871.
- La politique du passé et la politique de l’Avenir, esquisse d'une constitution, E. Dentu, Paris 1876.
- Les nationalités slaves E. Dentu, Paris, 1879.